# Fujiwara no Kanehira
Fujiwara no Kanehira (藤原懐平, [[[953]] - 1017] Erro: {{japonês}}: texto da transliteração contém caractere não latino (pos 18) (ajuda)),foi membro da corte e político durante o período Heian da história do Japão 

## Vida
Kanehira era membro do Ramo Ononomiya do Clã Fujiwara foi o segundo filho de Tadatoshi.
Seu filho mais velho Tsunesuke também se tornou Chūnagon e seu segundo filho Sukehira foi adotado por seu irmão Sanesuke para se tornar o líder do clã  .

## Carreira
Serviu os seguintes imperadores : Imperador Murakami (964-967), Imperador Reizei (967-969), Imperador En'yu (969-964), Imperador Kazan (984-986), Imperador Ichijo (986-1011), Imperador Sanjo (1011-1016), Imperador Go-Ichijo (1016-1017).
Kanehira ingressa na Corte durante o governo do Imperador Murakami em 964 passando a fazer parte do Emonfu (Quartel General da Guarda do Palácio Externa).
Em 986 Kanehira, no final do governo do Imperador Kazan, foi nomeado Shōnagon, mas não participava do conselho .
Mas neste ano com a ascensão do Imperador Ichijo e a entrada de Kaneie como Sesshō deste no lugar de seu tio Yoritada e pela necessidade de dar cargos a nova fação de Kaneie, a ascensão de  Kanehira ficou emperrada 
Mesmo após a epidemia de 995 que matou vários membros da corte e de ver seu irmão mais novo Sanesuke, que já nesta época se tornara Chūnagon, galgar postos, sua promoção ficou estancada .
Em 998 foi nomeado Mamoru Harima (governador militar da Província de Harima).
Com a ascensão do Imperador Sanjo em 1012 passa trabalhar no Kōtaigōgū (órgão criado para cuidar dos assuntos da Imperatriz) e no ano seguinte, 1013 foi promovido a Chūnagon.
Em 1016 por problemas de saúde, agravados após a ascensão do Imperador Go-Ichijo   , Kanehira se demite dos cargos no Emonfu e no Kōtaigōgū em 1017 veio a falecer .